# Crustoderma flavescens
Crustoderma flavescens är en svampart som beskrevs av Nakasone & Gilb. 1982. Crustoderma flavescens ingår i släktet Crustoderma och familjen Meruliaceae.   Inga underarter finns listade i Catalogue of Life.